# Gaston-Emile-Eugène Cunin
Gaston-Emile-Eugène Cunin, francoski general, * 1882, † 1955.